# Пауки блуждающие
Ктени́ды, или Пауки́ блужда́ющие (лат. Ctenidae) — семейство аранеоморфных пауков-бегунов. Природный ареал этого семейства охватывает тропические районы Южной и Центральной Америк, Восточной Бразилии и Южной Азии.

## Описание
Самый ядовитый род из этого семейства в книге рекордов Гиннесса от 2010 года — Phoneutria. Яд пауков данного рода содержит мощный нейротоксин, известный как PhTx3ruen. Этот нейротоксин потенциально имеет терапевтическое значение, но в токсичной концентрации он вызывает потерю контроля мышц с последующей остановкой дыхания, что приводит к параличу и в конечном итоге удушью. Укус средней болезненности, яд вызывает моментальное заражение лимфатической системы, попадание в кровеносную систему в 85 % приводит к отказу сердца. Пациенты чувствуют сильное окоченение, у мужчин иногда отравление вызывает приапизм. Существует эффективное противоядие от яда Phoneutria, и поэтому зафиксированное количество смертных случаев в результате укусов этих пауков невелико. Количество яда, летальное для 20-граммовой мыши, составляет 6 мкг внутривенно и 134 мкг подкожно (по сравнению с 110 мкг и 200 мкг у южной чёрной вдовы (Latrodectus mactans)).

## Таксономия
Семейство Ctenidae включает 47 родов:
- Acantheis Thorell, 1891
- Acanthoctenus Keyserling, 1877
- Africactenus Hyatt, 1954
- Afroneutria Polotow & Jocqué, 2015
- Amauropelma Raven, Stumkat & Gray, 2001
- Anahita Karsch, 1879
- Ancylometes Bertkau, 1880
- Apolania Simon, 1898
- Arctenus Polotow & Jocqué, 2014
- Asthenoctenus Simon, 1897
- Bengalla Gray & Thompson, 2001
- Bowie Jäger, 2022
- Califorctenus Jiménez, Berrian, Polotow & Palacios-Cardiel, 2017
- Caloctenus Keyserling, 1877
- Celaetycheus Simon, 1897
- Centroctenus Mello-Leitão, 1929
- Chococtenus Dupérré, 2015
- Ciba Bloom et al., 2014
- Ctenus Walckenaer, 1805
- Cupiennius Simon, 1891
- Diallomus Simon, 1897
- Enoploctenus Simon, 1897
- Gephyroctenus Mello-Leitão, 1936
- Incasoctenus Mello-Leitão, 1942
- Isoctenus Bertkau, 1880
- Janusia Gray, 1973
- Leptoctenus L. Koch, 1878
- Macroctenus Henrard & Jocqué, 2017
- Mahafalytenus Silva, 2007
- Montescueia Carcavallo & Martínez, 1961
- Nimbanahita Henrard & Jocqué, 2017
- Nothroctenus Badcock, 1932
- Ohvida Polotow & Brescovit, 2009
- Parabatinga Polotow & Brescovit, 2009
- Perictenus Henrard & Jocqué, 2017
- Petaloctenus Jocqué & Steyn, 1997
- Phoneutria Perty, 1833
- Phymatoctenus Simon, 1897
- Sinoctenus Marusik, Zhang & Omelko, 2012
- Thoriosa Simon, 1910
- Toca Polotow & Brescovit, 2009
- Trogloctenus Lessert, 1935
- Trujillina Bryant, 1948
- Tuticanus Simon, 1897
- Viracucha Lehtinen, 1967
- Wiedenmeyeria Schenkel, 1953